# Eparchia Tokio
Eparchia Tokio – jedna z trzech eparchii Japońskiego Kościoła Prawosławnego. Jej obecnym biskupem ordynariuszem jest metropolita Tokio i całej Japonii Daniel (Nushiro), zaś funkcję katedry pełni sobór Zmartwychwstania Pańskiego w Tokio. Zwierzchnik eparchii jest każdorazowo zwierzchnikiem całego Kościoła Japońskiego.
Eparchia Tokio jest kontynuatorką tradycji rosyjskiej misji prawosławnej w Japonii, od 1880 posiadającej status wikariatu rewelskiego eparchii ryskiej. Samodzielna eparchia z siedzibą w stolicy Japonii została powołana w 1906. Od 1941 do 1946 uznawała zwierzchność Rosyjskiego Kościoła Prawosławnego poza granicami Rosji, następnie zaś przeszła do Patriarchatu Moskiewskiego (do 1970 w Tokio istniała również paralelna diecezja Kościoła Prawosławnego w Ameryce). W 1970, gdy Japoński Kościół Prawosławny otrzymał status autonomicznego w ramach Patriarchatu Moskiewskiego, eparchia została zreorganizowana: z jej terytorium wydzielono eparchię Sendai i wschodniej Japonii oraz eparchię Kioto i zachodniej Japonii. W nowych granicach eparchii tokijskiej znalazły się Tokio oraz prefektury Nagano, Tochigi, Ibaraki, Saitama, Chiba, Gunma, Kanagawa, Shizuoka, Yamanashi.
Strukturze podlega prawosławne seminarium duchowne w Tokio oraz męski monaster św. Mikołaja Japońskiego w tym samym mieście. W jej ramach działa 21 parafii.